# Agrotis semiconfluens
Agrotis semiconfluens là một loài bướm đêm trong họ Noctuidae.